# Präkarzinogen
Ein Präkarzinogen (auch Prokarzinogen, sekundäres Karzinogen) ist eine Substanz, die erst durch Biotransformation im Körper, z. B. in der Leber in ein Karzinogen umgewandelt wird.